# Ana Pelegrín
Ana María Pelegrín Sandoval (San Salvador de Jujuy, Argentina, 1938 - Madrid, 11 de septiembre de 2008) fue una investigadora, ensayista, y pedagoga, fue una de las más importantes especialistas sobre literatura de tradición oral hispánica y autora de antologías de poesía en español para niños de gran calidad.
Hija de inmigrantes gallegos en la Argentina, estudió Filosofía y Letras en la Universidad Nacional de Córdoba. Huyendo de una situación política muy convulsa, en 1968 viajó a España para estudiar técnicas teatrales. 
Participó activamente durante toda su vida en diversos movimientos de renovación pedagógica, siendo cofundadora de Acción Educativa.
Se doctoró en Filología Hispánica con la tesis "Juegos y poesía popular en la literatura infantil-juvenil, 1750-1987", dirigida por el catedrático Andrés Amorós Guardiola. Fue profesora de la Universidad Politécnica de Madrid-INEF y del Máster de Creatividad de la Universidad de Santiago de Compostela.
Ana Pelegrín es una de las grandes referencias en los estudios sobre literatura de tradición oral hispánica y sobre poesía en español para niños, campo este último en el que destacó con antologías de gran calidad como Misino Gatino o Poesía española para niños. Su último libro Pequeña memoria recobrada cataloga y estudia los libros para niños escritos por los exiliados de la guerra civil española.

## Libros
- La aventura de oír (2012)
- Huerto de limonar (2007)
- Poesía española para jóvenes (2005)
- Letras para amar poemas (2004)
- Poesía española para niños (2002)
- Raíz de amor (1999)
- Misino Gatino (1997)
- Deditos y cosquillitas (1994)